# Белчуняса
Белчуняса (рум. Belciuneasa) — село у повіті Бакеу в Румунії. Входить до складу комуни Стенішешть.
Село розташоване на відстані 235 км на північний схід від Бухареста, 37 км на південний схід від Бакеу, 89 км на південь від Ясс, 118 км на північний захід від Галаца.

## Населення
За даними перепису населення 2002 року у селі проживали 158 осіб, усі — румуни. Усі жителі села рідною мовою назвали румунську.